# Bernstein-Zirkel
Der Bernstein-Zirkel ist eine der am längsten durchgängig bestehenden bewegungswissenschaftlichen Forschungsgruppen in Deutschland. Der Zirkel wurde 1971 am Institut für Sportwissenschaft der Universität Greifswald gegründet. Sein Name bezieht sich auf den Bewegungswissenschaftler Nikolai Alexandrowitsch Bernstein. Der Zirkel pflegt das Erbe Bernsteins, kooperiert international im Rahmen der Sportwissenschaft und hat sich intensiv mit Fragen der Koordination und der koordinativen Fähigkeiten beschäftigt. 1988 wurde unter seiner maßgeblichen Mitorganisation die weltweit erste internationale Konferenz zu Bernstein in Trassenheide (DDR) durchgeführt, viele Jahre bevor in den USA, Westeuropa und Russland selbst ähnliche Aktivitäten und Würdigungen Bernsteins zu verzeichnen waren.

## Gründung
Am 16. Januar 1971 erfolgte die Gründung als wissenschaftlicher Studentenzirkel durch den Oberassistenten Peter Hirtz und die Studenten H. Rübesamen und H. Wagner an der Ernst-Moritz-Arndt-Universität Greifswald. 1975 bekam der Forschungszirkel den Namen des russischen Physiologen, Biomechanikers und Bewegungswissenschaftlers „Nikolai Alexandrowitsch Bernstein“ verliehen. Diese Ehrung Bernsteins im Jahre 1975 in der DDR war außergewöhnlich und zu diesem Zeitpunkt in der Sowjetunion nicht üblich und auch nicht möglich, wurde Bernstein doch in den 1940er und 50er Jahren auf Grund seiner Ansichten zur menschlichen Bewegung und speziell seiner wissenschaftlichen Kontroverse mit Iwan Petrowitsch Pawlow politisch verfolgt und über viele Jahre seiner Arbeitsmöglichkeiten beraubt. Insofern kann die Namensgebung als eines der ersten bedeutenden Signale eines positiven Umgangs mit diesem weltberühmten und heute hochgeachteten Wissenschaftler gelten.

## Mitglieder und Kooperationen
Der Zirkel umfasst aktuell ca. 110 Mitglieder und ist ein Zusammenschluss aus Professoren, Doktoren, Doktoranden, Habilitanden, Sportlehrern, Trainern, Sporttherapeuten, wissenschaftlichen Mitarbeitern und Studenten. Neben nationalen Kooperationspartnern (z. B. aus der Medizin, Studenten anderer sportwissenschaftlicher Einrichtungen und Praxispartnern) existieren internationale Kontakte insbesondere zu osteuropäischen Forschern und Institutionen. Der Zirkel hat acht Ehrenmitglieder: Lewan W. Tschaidze, ein Schüler Bernsteins (Tiflis/Moskau);, Günter Schnabel (Leipzig), Wlodzimierz Starosta (Warschau), Wladimir I. Ljach (Moskau), Arturo Hotz (Schweiz), Werner Dietrich (Berlin/Travemünde – verst.), Dolf-Dietram Blume (Leipzig – verst.), Hans-Joachim Arndt (Sportlehrer; Kändler), Bernd Ludwig (Berlin) und Wolfgang Bartels (Greifswald).

## Bedeutung und Aufgaben
Die maßgebliche Mitorganisation zweier internationaler Bernstein-Konferenzen, die Erbepflege, sowie der Aufbau und die Pflege von Kontakten zu Schülern und Familienangehörigen Bernsteins, lassen den Zirkel als eine zentrale Einrichtung frühzeitiger Würdigung und Aufbereitung des bernsteinschen Wirkens in Erscheinung treten.
Das Hauptaugenmerk in der Forschung lag und liegt im Bereich der Sportmotorik. Besondere Zuwendung erfuhren die Untersuchungen zur Koordination und koordinativen Fähigkeiten von sportlichen – und Alltagsbewegungen. Im wissenschaftlichen Team um Peter Hirtz wurde in den 1980er Jahren ein Fähigkeitssystem speziell für den Schulsport entwickelt, das heute noch in Theorie und Praxis Bestand hat. Mit umfangreichen Tests und Untersuchungen mit teils mehreren tausend Schülern wurden fünf zentrale Fähigkeiten evaluiert. Dies sind die Gleichgewichts-, Reaktions-, Orientierungs-, kinästhetische Differenzierungs- und Rhythmusfähigkeit. Zudem realisierte der Zirkel umfangreiche Übersetzungsarbeiten aus dem Russischen.

## Chronik und Aktivitäten
Nach seiner Gründung 1971 trat der Zirkel mit diversen wissenschaftlichen Aktivitäten an die Öffentlichkeit, die speziell den Schulsport zum Gegenstand hatten. 1973 fand in Binz (Rügen) die erste von ihm ausgerichtete Internationale wissenschaftliche Konferenz zum Thema Sportunterricht im jüngeren Schulalter mit besonderer Berücksichtigung der Ausbildung der Koordination und der sportlichen Gewandtheit statt. 1974 wurde dazu ein Großuntersuchung an fast 3000 Kindern in Greifswald, Stralsund, Kändler, Pleißa, Teetzleben und Wolgast durchgeführt.
Am 14. Januar 1975 bekam der Zirkel mit Einverständnis und Unterstützung des bekanntesten Mitarbeiters und Schülers Bernsteins Lewan W. Tschaidse den Namen N.A. Bernstein verliehen. Ab 1975 wurden schwerpunktmäßig Studien und Langzeitexperimente mit jährlichen Tests (bis 1984 mit 180 Schülern) über die motorische Entwicklung im jüngeren Schulkind-, im Jugend-, im jüngeren Erwachsenen- und im Seniorenalter in den Orten Kändler, Rambin und Greifswald durchgeführt. Im Oktober 1982 besuchte Tschaidse die Einrichtung in Greifswald. Einer der Höhepunkte der Zirkelaktivitäten war 1988 die Mitorganisation der 1. Internationale Bernstein-Konferenz in Trassenheide zum Thema Aktuelle sportmotorische Forschungen im Lichte der Lehren N.A. Bernsteins.
Von 1988 bis 1994 lag der Arbeitsschwerpunkt auf der interdisziplinären Greifswalder Längs- und Querschnittstudie zum Thema Motorische Handlungskompetenz – Struktur und Entwicklung. Erfasst wurden ca. 3000 Probanden in über 100 Variablen der motorischen Koordinationsfähigkeiten. Seit 1989 werden folgende Forschungsschwerpunkte ausgewiesen: koordinativ-motorische Entwicklung; die Rolle des biologischen Alters und der kognitiven Prozesse; der Ausprägungsgrad koordinativer Fähigkeiten bei motorisch gestörten Kindern und älteren Menschen; das motorische Können und die Weiterentwicklung motorischer Tests und Diagnoseverfahren. 1993 richtete der Zirkel die Konferenz der Deutschen Vereinigung für Sportwissenschaft e. V. in Trassenheide zum Thema Motorische Entwicklung in der Diskussion aus. 1996 fand die 2. Internationale Bernstein-Konferenz in Zinnowitz (Usedom) statt. Im Jahre 2011 beging der Zirkel sein 40-jähriges Bestehen.